# دانیل اس. رزنتال
دانیل اس. رزنتال (انگلیسی: David S. Rosenthal) تهیه‌کننده تلویزیونی و فیلم‌نامه‌نویس اهل ایالات متحده آمریکا است.
از فیلم‌ها یا مجموعه‌های تلویزیونی که وی در آن‌ها نقش داشته‌است، می‌توان به جین باکره، ۹۰۲۱۰ و دختران گیلمور اشاره نمود.